# Condado de Decatur (Iowa)
El condado de Decatur (en inglés: Decatur County, Iowa), fundado en 1846, es uno de los 99 condados del estado estadounidense de Iowa. En el año 2000 tenía una población de 8689 habitantes con una densidad poblacional de 6 personas por km². La sede del condado es Leon.

## Geografía
Según la Oficina del Censo, el condado tiene un área total de 1381 km² (533,2 mi²), de la cual 1377 km² (531,7 mi²) es tierra y 4 km² (1,5 mi²) es agua.

### Condados adyacentes
- Condado de Clarke norte
- Condado de Wayne este
- Condado de Mercer, Misuri sureste
- Condado de Harrison, Misuri suroeste
- Condado de Ringgold oeste

## Demografía
En el 2000 la renta per cápita promedia del condado era de $27 343, y el ingreso promedio para una familia era de $34 831. El ingreso per cápita para el condado era de $14 209. En 2000 los hombres tenían un ingreso per cápita de $25 569 contra $19 309 para las mujeres. Alrededor del 15.50% de la población estaba bajo el umbral de pobreza nacional.
El Condado de Decatur es considerado como uno de los más pobres en Iowa.
| 1900   | 1910   | 1920   | 1930   | 1940   | 1950   | 1960   | 1970 | 1980 | 1990 | 2000 |
| ------ | ------ | ------ | ------ | ------ | ------ | ------ | ---- | ---- | ---- | ---- |
| 18 115 | 16 347 | 16 566 | 14 903 | 14 012 | 12 601 | 10 539 | 9737 | 9794 | 8338 | 8689 |

## Lugares

### Ciudades
- Davis City
- Decatur City
- Garden Grove
- Grand River
- Lamoni
- Leon
- Le Roy
- Pleasanton
- Van Wert
- Weldon

### Principales carreteras
- Interestatal 35
- U.S. Highway 69
- Carretera de Iowa 2